# Pont de la Carretera Vella d'Osor
El Pont de la Carretera Vella d'Osor és una obra d'Osor (Selva) inclosa a l'Inventari del Patrimoni Arquitectònic de Catalunya. Aquest pont es pot datar del segle xix. Era un dels ponts que existien a la carretera vella d'Anglés a Osor.

## Descripció
És un pont antic sobre la riera d'Osor, de grans dimensions i un sol arc de mig punt, situat aproximadament al km. 5 de la Carretera d'Anglès a Osor. Està fet de pedra ben desbastada i morter i no té baranes. Té una llargada aproximada d'uns 50 metres i una alçada d'uns 10 metres sobre la riera. El seu estat de conservació és bo, malgrat que està parcialment en desús.